# Diecezja Cruz das Almas
Diecezja Cruz das Almas – diecezja Kościoła rzymskokatolickiego w Brazylii. Należy do metropolii São Salvador da Bahia i wchodzi w skład regionu kościelnego Nordeste III. Została erygowana przez papieża Franciszka w dniu 22 listopada 2017.

## Biskupi diecezjalni
- Antônio Tourinho Neto (od 2017)